# Efraín Sánchez
Efraín Elías Sánchez Casimiro (Barranquilla, 26 de febrero de 1926-Bogotá, 16 de enero de 2020) fue un futbolista y director técnico colombiano, conocido como El Caimán. Jugó como arquero. Es considerado como uno de los arqueros y técnicos más importantes en la historia del fútbol colombiano.

## Inicios
Su padre, Augusto Cjndje, había nacido en Curazao y se dedicó a los negocios de abarrotes en Barranquilla. Como casi nadie podía pronunciar correctamente su apellido (de origen neerlandés), lo cambió por el más parecido fonéticamente, Sánchez.
A los 14 años, después de realizar la primaria en el Colegio Barranquilla del barrio Boston, se inició su actividad deportiva en los Juegos Intercolegiados de Barranquilla.

## Carrera
En 1943 se inició en el equipo Millonarios, afiliado a la Liga fundada por Luis Acosta Amarís. De allí fue convocado a la tercera categoría de la Liga del Atlántico. Asistía a los entrenamientos de los equipos de primera categoría a recoger pelotas, y cuando los arqueros estaban cansados, “agarraba un chancecito y me pateaban las grandes figuras de aquella época: Rigoberto "Memuerde" García, "El Flaco" Meléndez, Picalúa, Lancaster de León, entre ellos. Ahí le fui perdiendo el miedo a pararme en el arco”.
Al año siguiente Severiano Lugo, legendaria figura del fútbol, lo convocó al equipo Caldas donde se fue afirmando en el puesto. En 1945 una lesión en la rodilla lo marginó de la actividad por 8 meses. Pensó en retirarse, pero Severiano lo mantuvo y le enseñó a madurar como hombre: ”no será la primera ni la última lesión de tu vida, si piensas dedicarte a esto debes aguantar”.
Reapareció en 1946 en el Club La Fortuna y de allí José Arana Cruz lo convocó a la Selección Colombia que participó en los Juegos Centroamericanos y del Caribe. En 1947 fue seleccionado al Suramericano de Guayaquil donde cumplió una excelente actuación lo que le valió ser contratado por el San Lorenzo de Almagro de Argentina recomendado por René Pontoni. Era el segundo jugador colombiano que salía del país ya que Roberto "El Flaco" Meléndez había estado en el equipo cubano "Centro Gallego".
El Caimán debutó como profesional en el Club Atlético San Lorenzo de Almagro, de Argentina el 25 de abril de 1948 en el partido que su equipo le ganó a Gimnasia y Esgrima de la Plata (2-5). San Lorenzo lo integraron: E. Sánchez; Terra, Basso; Benegas, Perucca, Piñeyro; Imbellone, Ferro, Pontoni, Martino, Silva. Gimnasia: Poggi; Menella, Chiarini (ex Deportivo Cali); Bustos, Scarone, Colombo; Camacho, Alarcón, J. Martínez, Walter (ex Deportivo Cali), Marracino. Goles: Farro (3), Silva, Martino (SL). Martínez, Walter (GE). Árbitro. Provan.

### Apodo
El apodo ‘El Caimán’ surgió de una composición de José María Peñaranda. Cuando Sánchez llegó a Buenos Aires a integrar la plantilla de San Lorenzo de Almagro, le preguntaron en su primera entrevista para el periódico Crítica dónde había nacido y respondió: «Nací el 27 de febrero de 1926 en Barranquilla». El periodista se quedó pensando y dijo: «¿Y esa no es la tierra del caimán, se va el caimán, se va para Barranquilla?». Y entonces puso en letras negras, de molde: «El Caimán nos lo envían desde Barranquilla, se trata de Efraín Sánchez...».

## Regreso a Colombia
Permaneció dos años en Buenos Aires donde tuvo la oportunidad de alternar con grandes jugadores y entrenadores que lo perfilaron definitivamente en el puesto más difícil e ingrato del fútbol: el arco. A su regreso a Colombia se vinculó al América de Cali debutando el 25 de septiembre de 1949 en partido que ganó el cuadro escarlata (4-1) a Medellín con goles 'Fellow' García (2), 'Cartago' Lizalda (2) actuando sólo en 7 partidos.
Al año siguiente pasó al Deportivo Cali donde no logró confirmar sus grandes condiciones y vuelve a casa, pero esta vez al Junior. Para 1953-54 integra el Santa Fe. Luego viene la mejor etapa de su vida, se incorpora el Independiente Medellín donde consigue los títulos de 1955 y 1957. Participa en el Suramericano de Lima en 1957 y las eliminatorias al Mundial de Suecia el mismo año.
En 1958 nuevamente sale del país para vincularse el Atlas de Guadalajara (México) donde permanece dos años.

## Clasificación al Mundial de Chile 1962
Regresa al Medellín en 1960 para convertirse en la gran figura del equipo rojo. Al año siguiente es convocado por Adolfo Pedernera para jugar la eliminatoria al Mundial de Chile 1962, enfrentando a Perú, consiguiendo la primera clasificación de un equipo de Colombia a la Copa Mundial de Fútbol.
Un enorme sacrificio económico tuvieron que realizar los jugadores para asistir a la cita mundialista. Para tal efecto jugaron partidos amistosos previos contra México, Costa Rica, los equipos brasileños Bangú, Ferroviaria y el Santos.
Se perdió con Uruguay por 2-1, se empató con la Unión Soviética, uno de los favoritos al título, por 4-4 y se perdió con Yugoslavia por 5-0 (con Vladimir Popovic y Dragoslav Sekuralac incluidos).
Una lesión en la rodilla prácticamente lo marginó del fútbol. Luego se encargó de la dirección técnica del Independiente Medellín hasta finales del mismo año 1963.
En enero de 1964, en compañía de Antonio Julio De la Hoz dirigió a la selección de Colombia que fue anfitriona del Campeonato Sudamericano Sub-20 "Torneo Juventud de América". Alcanzó el segundo lugar del torneo, conquistado por Uruguay. De este evento es recordado el arbitraje del paraguayo Pérez Osorio, al no convalidar un gol legítimo de Hernando Piñeros ante el portero Eduardo García, de Uruguay, y con el cual el equipo colombiano hubiera podido alcanzar el título.
Finalizado el "Torneo Juventud de América", fue contratado como arquero por Millonarios, donde cumplió una excelente campaña. Debido a la enfermedad del técnico brasileño Joao Avelino, el "Caimán" se hace cargo de la dirección técnica de Millonarios, asumiendo la doble función de entrenador y jugador y consiguiendo el título de 1964, quedando en la historia de Millonarios, al conseguir el cuarto título en línea y el noveno de la institución azul.
Pasó luego fugazmente por el Quindío para regresar al Junior en calidad de jugador hasta que reemplazó a Antonio Julio de la Hoz por poco tiempo.
Condujo a la Selección Colombia Juvenil en el "Torneo Juventud de América" en Concepción, Chile en 1974.
Dirigió luego la Selección Colombia en la Copa América 1975 y consiguió el subcampeonato. También fue técnico del Medellín, Once Caldas, entre otros.
Trabajó luego como comentarista deportivo. Se vinculó a la Federación Colombiana de Fútbol en los programas de capacitación.

## Clubes

### Como futbolista
| Club                   | País       | Año        |
| Formativas             | Formativas | Formativas |
| ---------------------- | ---------- | ---------- |
| Millonarios            | Colombia   | 1943       |
| Club Caldas            | Colombia   | 1944-1945  |
| Club La Fortuna        | Colombia   | 1946-1947  |
| Profesional            |            |            |
| San Lorenzo            | Argentina  | 1947-1948  |
| América de Cali        | Colombia   | 1948       |
| Deportivo Cali         | Colombia   | 1949       |
| Junior                 | Colombia   | 1951-1952  |
| Santa Fe               | Colombia   | 1953-1954  |
| Independiente Medellín | Colombia   | 1955-1957  |
| Atlético Nacional      | Colombia   | 1958       |
| Atlas                  | México     | 1958-1960  |
| Independiente Medellín | Colombia   | 1960-1963  |
| Millonarios            | Colombia   | 1964       |

### Como entrenador
| Club (*)                  | País      | Año       |
| ------------------------- | --------- | --------- |
| Independiente Medellín    | Colombia  | 1963      |
| Selección Colombia Sub-20 | Colombia  | 1964      |
| Millonarios               | Colombia  | 1964      |
| Deportes Quindío          | Colombia  | 1965-1966 |
| Junior                    | Colombia  | 1966-1967 |
| Junior                    | Colombia  | 1971      |
| Selección Absoluta        | Colombia  | 1974-1975 |
| Defensor Lima             | Perú      | 1976      |
| Estudiantes de Mérida     | Venezuela | 1976-1977 |
| Independiente Medellín    | Colombia  | 1978      |
| Once Caldas               | Colombia  | 1981      |
| Junior                    | Colombia  | 1986-1987 |

## Palmarés

### Títulos como futbolista
| Título           | Club                   | País     | Año  |
| ---------------- | ---------------------- | -------- | ---- |
| Primera División | Independiente Medellín | Colombia | 1955 |
| Primera División | Independiente Medellín | Colombia | 1957 |
| Primera División | Millonarios            | Colombia | 1964 |

### Títulos como entrenador
| Título           | Club        | País     | Año  |
| ---------------- | ----------- | -------- | ---- |
| Primera División | Millonarios | Colombia | 1964 |

## Fallecimiento
Sánchez sufrió una caída unos días antes de su fallecimiento. Tras recibir atención médica regresó a su domicilio. El día de su fallecimiento Sánchez mostró una sintomatología anómala, falleció mientras esperaba la llegada de la atención médica en su domicilio de Bogotá el 16 de enero de 2020 a los noventa y tres años a consecuencia de un paro cardiorrespiratorio.